# Antonio Cortés
Antonio Cortés (Bucarest, Rumanía, 6 de junio de 1988) es un cantante rumano nacionalizado español.

## Biografía
Nace en el año 1988 en Rumanía, pero es adoptado con dos años por una pareja de Nerja, Málaga. Aunque ha nacido en Rumanía, Antonio no guarda recuerdo de su tierra natal. Pocos años después, Antonio queda huérfano de padre. Amante de la música, en 2007, mientras realizaba el bachillerato, se presenta en el concurso de Canal Sur Se llama copla, consiguiendo el segundo puesto en la final, solo por un 2% de diferencia (49,0%) ante la ganadora Joana Jiménez (51,0%), si bien durante su trayectoria en el programa, fue el concursante más veces favorito del público, siendo también el concursante más veces favorito del público en la historia del concurso. A raíz de esto, empieza a desarrollar su carrera artística. En 2010, lanza a la venta su primer álbum de estudio, titulado 'Lo que a mi me está pasando', donde versiona trece grandes coplas. Más tarde, en 2011, lanza su segundo álbum de estudio 'Cuando quieras, donde quieras, como quieras', un nuevo trabajo donde canta junto a Rocío Jurado, Sole Jiménez, Tino Di Geraldo, Jorge Pardo y Carlos Benavent. Es amante de la Semana Santa, por lo que ha cantado más de una saeta al Cristo de su hermandad.

## Estilo musical
Antonio cantaba saetas al Cristo de su hermandad, de ahí empezó su devoción por la música. Tiene un estilo flamenco, coplero y pop. En sus dos álbumes de estudio ha interpretado canciones de copla, de flamenco y de pop, a pesar de que en su último trabajo (Cuando quieras, donde quieras, como quieras), también utilizó estilos como el blues y el fado.

## Discografía
Álbumes de estudio
- 2010: Lo que a mi me está pasando
- 2011: Cuando quieras, donde quieras, como quieras
- 2013: Secretos De La Copla
- 2017: Volemos alto

Sencillos
- 2010:

1. «Lo que a mi me está pasando»
2. «Carcelero»

- 2011:

1. «Si no te hubieras ido»
2. «Cuando quieras, donde quieras, como quieras»

- 2013:

1. «Señora»
2. «Anais gabarre»